# FOR美国组织委员会
FOR美国组织委员会（英語：FOR Organizing Committee of the United States，缩写为FOCUS）是美国的一个已不存在的小型托洛茨基主义组织。该组织曾是托派国际组织革命工人骚动（FOR）的美国分支。
1979年，该组织由斯蒂芬·施瓦茨建立，他是圣弗朗西斯科的一名作家。该组织成立后，在圣弗朗西斯科出版刊物《警报》。1981年，该组织被革命工人骚动开除。1984年初，该组织成员开始进入“世界产业工人”组织活动。此时，施瓦茨已退出该组织；《警报》也已改在俄勒冈州的波特兰出版，该组织在那里有最多的追随者。